# Kabupaten Batu Bara
Kabupaten Batu Bara es una de las Regencias o Municipios (kota) localizada en la provincia de Sumatra Septentrional en Indonesia. 
El Kabupaten Batu Bara fue creado en el año 2007 como resultado de la escisión del Kabupaten Asahan.
Kabupaten Batu Bara ocupa una superficie de 922,20 km² y ocupa parte del norte de la isla de Sumatra. Se localiza en la costa este de la provincia de Sumatra Septentrional. La población se estima en unos 374.715 habitantes (año 2000).
El kabupaten se divide a su vez en 7 Kecamatan.

## Lista de Kecamatan
1. Kecamatan Air Putih
2. Kecamatan Limapuluh
3. Kecamatan Medang Deras
4. Kecamatan Sei Balai
5. Kecamatan Sei Suka
6. Kecamatan Talawi
7. Kecamatan Tanjung Tiram

## Enlaces
- Website de la provincia de Sumatra Septentrional (en indonesio)

- Datos: Q5797
- Multimedia: Batu Bara Regency / Q5797